# Todd Rogers
Todd Jonathan Rogers, född 30 september 1973 i Santa Barbara, är en amerikansk beachvolleybollspelare. Han har tillsammans med sin partner Phil Dalhausser nått stora framgångar inom sporten, de två blev världsmästare 2007. År 2008 vann de guld i beachvolleyboll vid de olympiska sommarspelen i Peking.